# لیکوفار
لیکوفار (به انگلیسی: LICOPHAR)
رده درمانی: داروهای گیاهی
اشکال دارویی: قرص مکیدنی

## موارد مصرف
قرص مکیدنی لیکوفار به عنوان داروی کمکی در سرماخوردگی، ضد التهاب گلو، خلط‌آور و ضد سرفه بکار می‌رود.

## مکانیسم اثر
این دارو از عصاره شیرین بیان، اکالیپتوس، فلفل قرمز و منتول ساخته می‌شود. گلیسیریزین و گلیسیریتینیک اسید موجود در عصاره شیرین بیان احتمالاً با تأثیر بر گیرنده‌های گلوکوکورتیکوئیدی روی فعالیت استروییدهای آندوژن تأثیر می‌گذارند و در کبد و کلیه از تبدیل کورتیزول به کورتیزون جلوگیری می‌کنند. همچنین ترکیبات موجود در عصاره شیرین بیان احتمالاً موجب وقفه لیپواکسیژناز، سیکلو اکسیژناز و کاهش اسید آراشیدونیک می‌گردند. اسانس‌های موجود در فرآورده دارای اثرات ضد سرفه، ضد درد و آنتی سپتیک می‌باشند.
فعالیت آنتی باکتریال عصاره شیرین بیان موجود در قرص لیکوفار علیه برخی باکتری‌های گرم مثبت و منفی ثابت شده است. همچنین این عصاره در برابر بعضی گونه‌ها مانند کاندیدا و آسپرژیلوس اثرات ضد قارچی نشان داده است. نفوذ در غشای باکتریایی و تخریب آن از دیگر مکانیسم‌های آنتی باکتریال شناخته شده عصاره شیرین بیان است.

## عوارض جانبی
مصرف طولانی مدت و مقادیر زیاد این فرآروده ممکن است سبب بروز اثرات شبه مینرالوکورتیکوییدی (احتباس آب و سدیم و افزایش دفع پتاسیم) گردد. به دلیل وجود منتول و کاپسیکوم در این فرآورده احتمال بروز واکنش‌های آلرژیک و تحریک مخاط در افراد حساس وجود دارد.

## احتیاط در مصرف
مصرف لیکوفار در دوران بارداری ممنوع بوده و در طول دوران شیردهی توصیه نمی‌شود.